# Bitterfeld
 Bitterfeld 2007. június 30-ig volt város Németországban, azon belül Szász-Anhalt tartományban. 2007. július 1-től Bitterfeld-Wolfen városrésze.

## Fekvése
Wolfentől délkeletre fekvő település.

## Története
Írott forrásban elsőként 1224-ben tűnik fel mint az Anhalti Hercegség része, de 1276-ban már a Szász választófejedelemségé lett. 
1815 óta a Porosz Királysághoz tartozott.
1816 óta járási székhely volt. Önálló városi státusza  2007. július 1-én megszűnt, azóta Bitterfeld-Wolfen városrésze.

## Híres szülöttei
- Erwin Ding-Schuler (1912–1945), SS-Sturmbannführer és katonai orvos

## Képgaléria

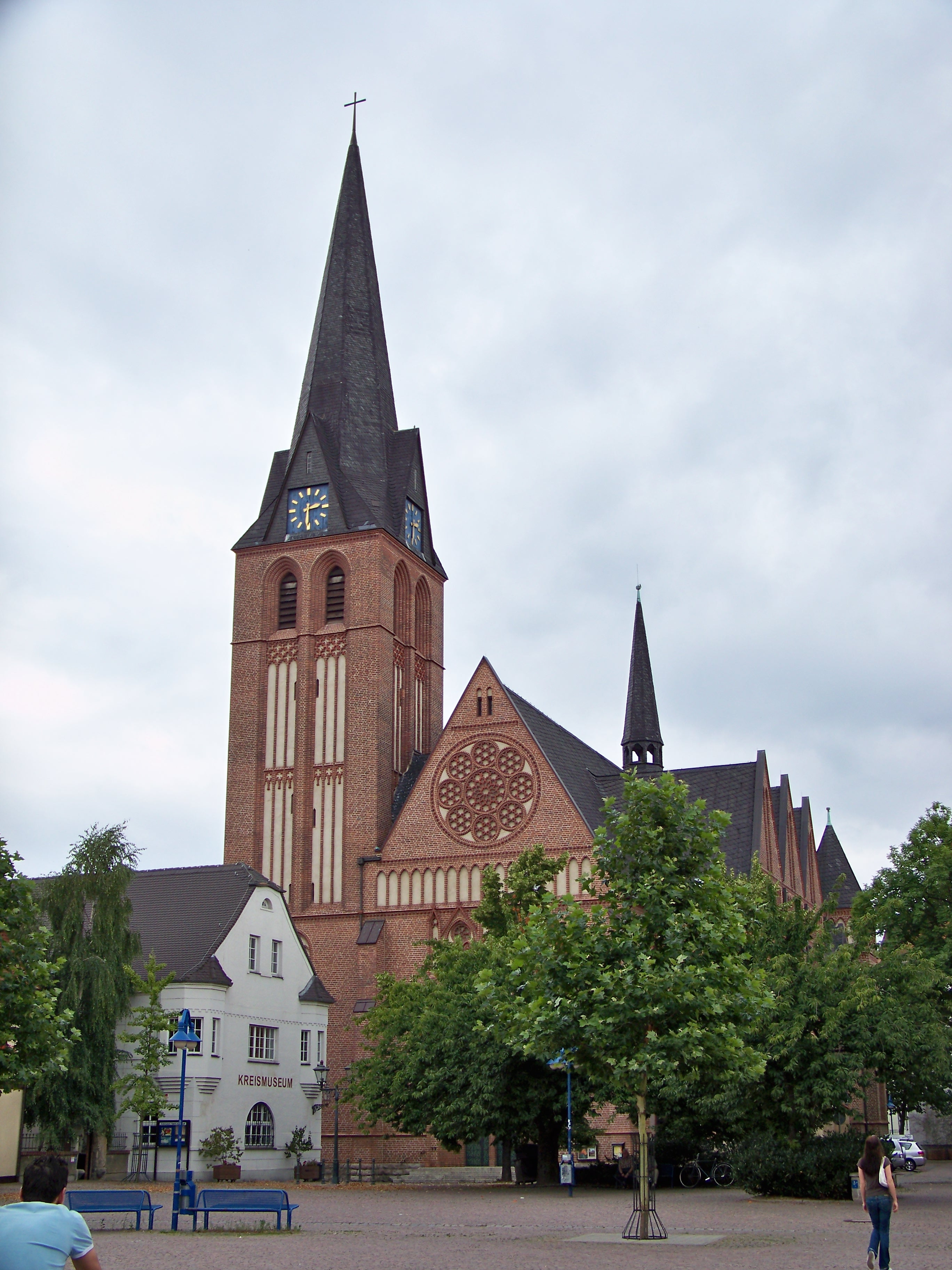
Evangelische Kirche
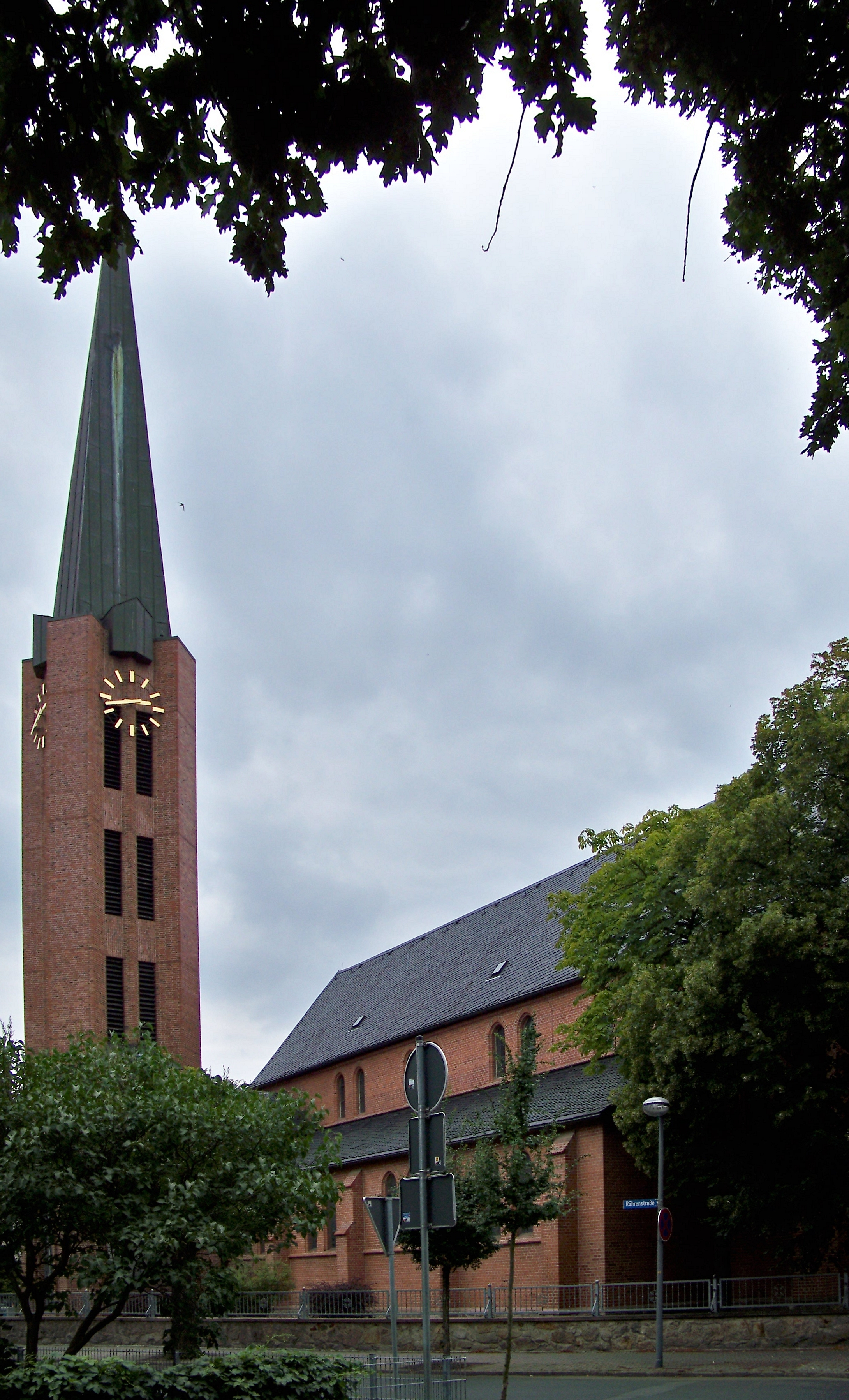
Katholische Kirche
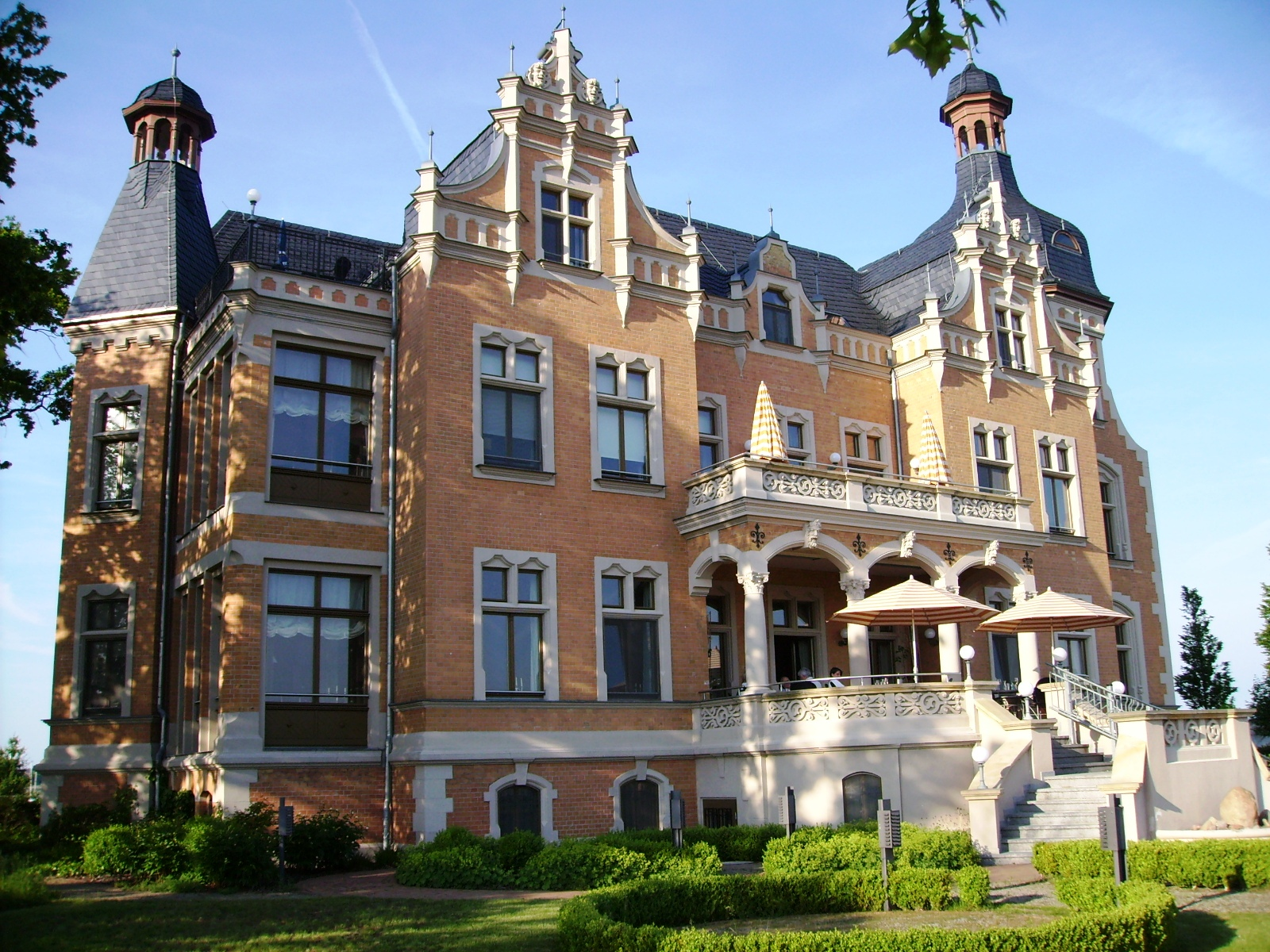
Villa am Bernsteinsee
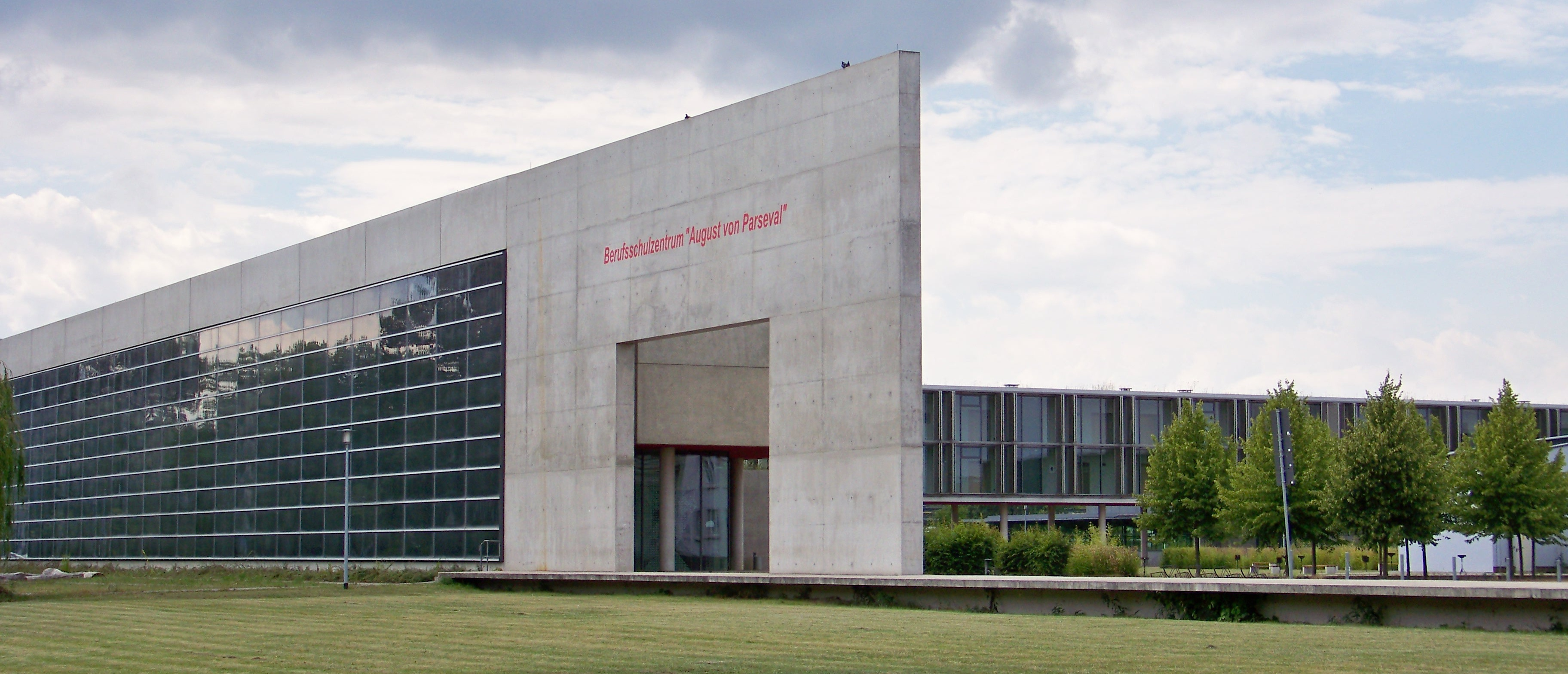
Berufsschulzentrum "August von Parseval"
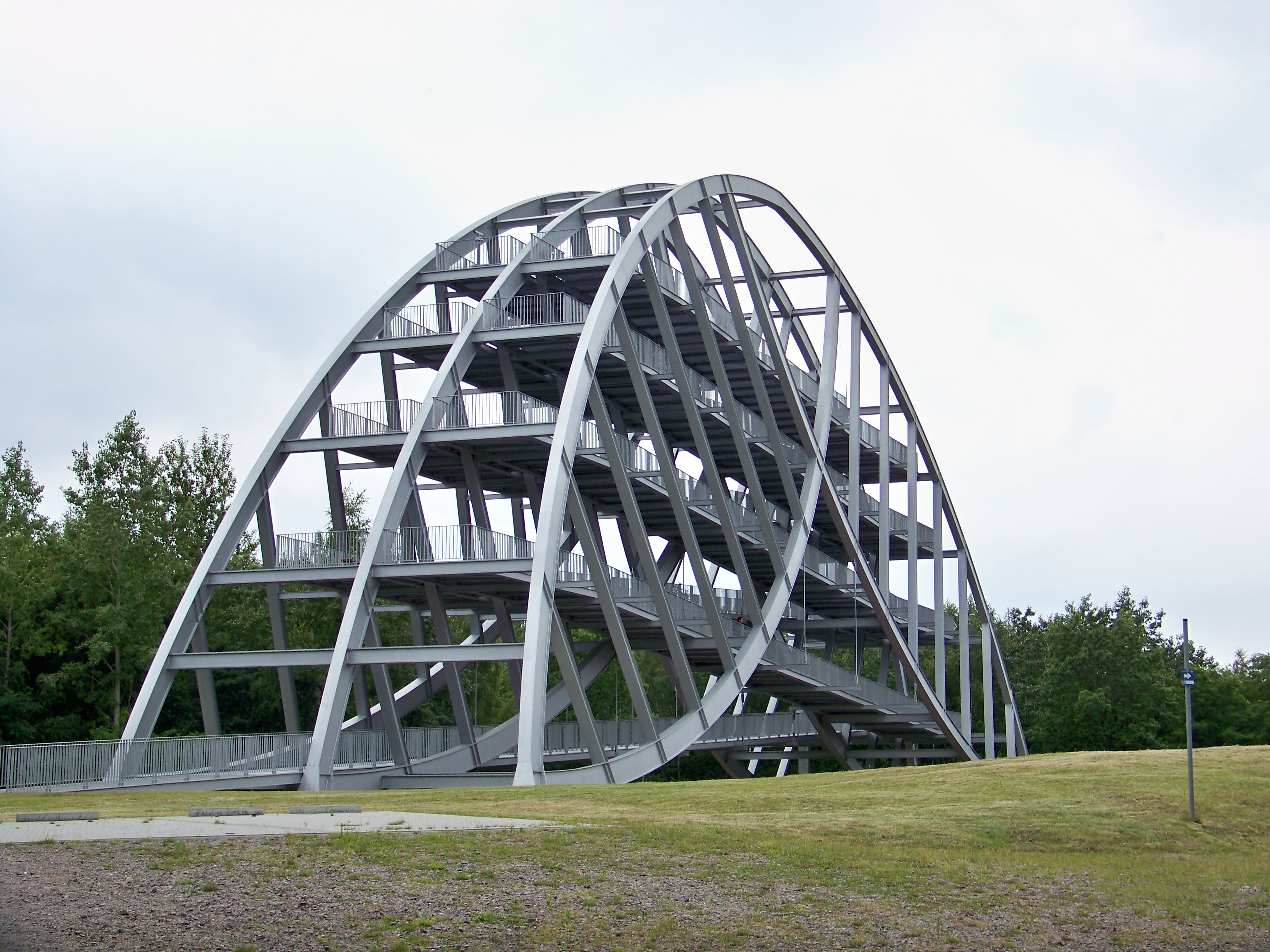
Bitterfelder Bogen
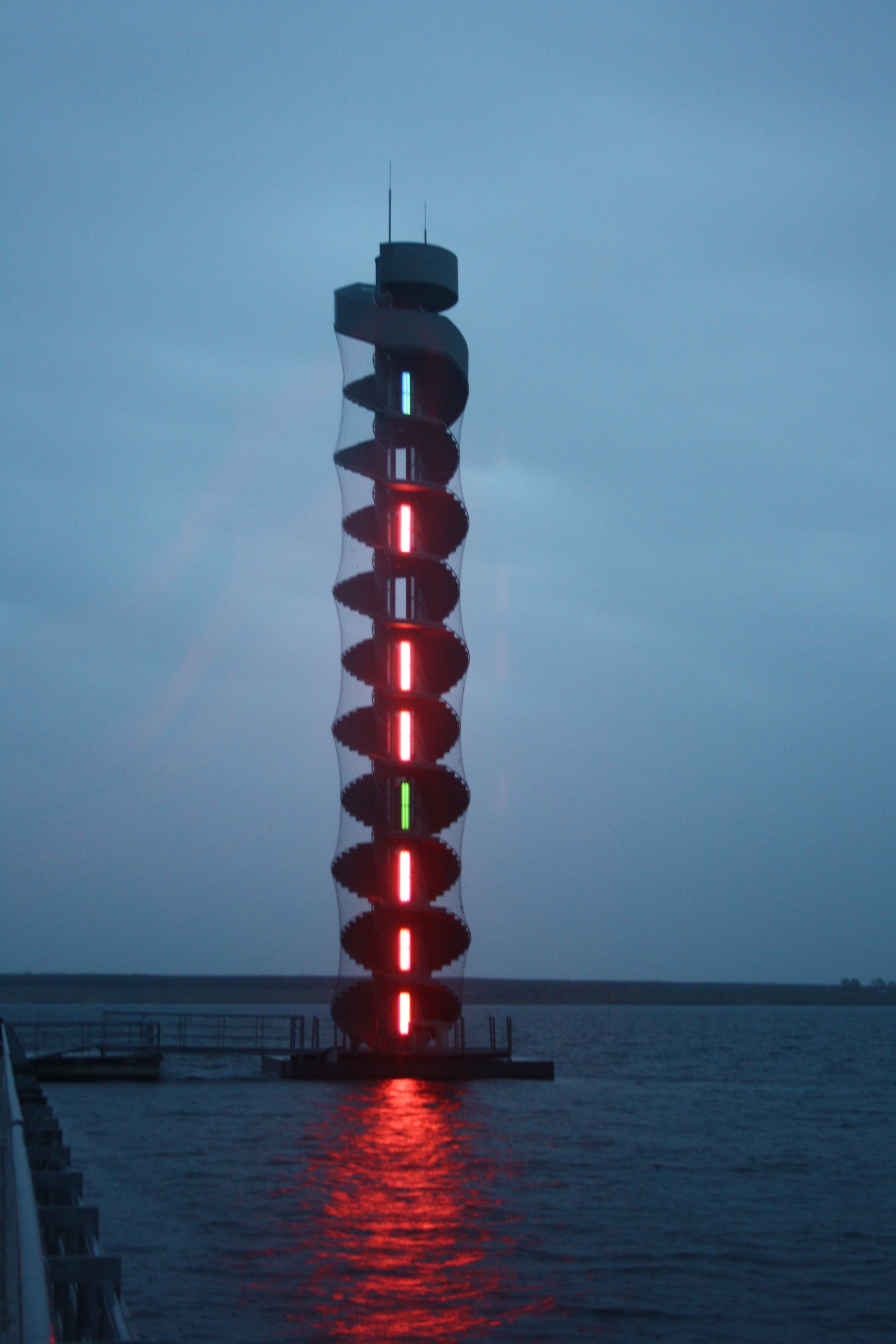
Pegelturm im Goitzschesee

## Fordítás
- Ez a szócikk részben vagy egészben  a   Bitterfeld című német Wikipédia-szócikk fordításán alapul.  Az eredeti cikk szerkesztőit annak laptörténete sorolja fel. Ez a jelzés csupán a megfogalmazás eredetét és a szerzői jogokat jelzi, nem szolgál a cikkben szereplő információk forrásmegjelöléseként.